# Pessebre

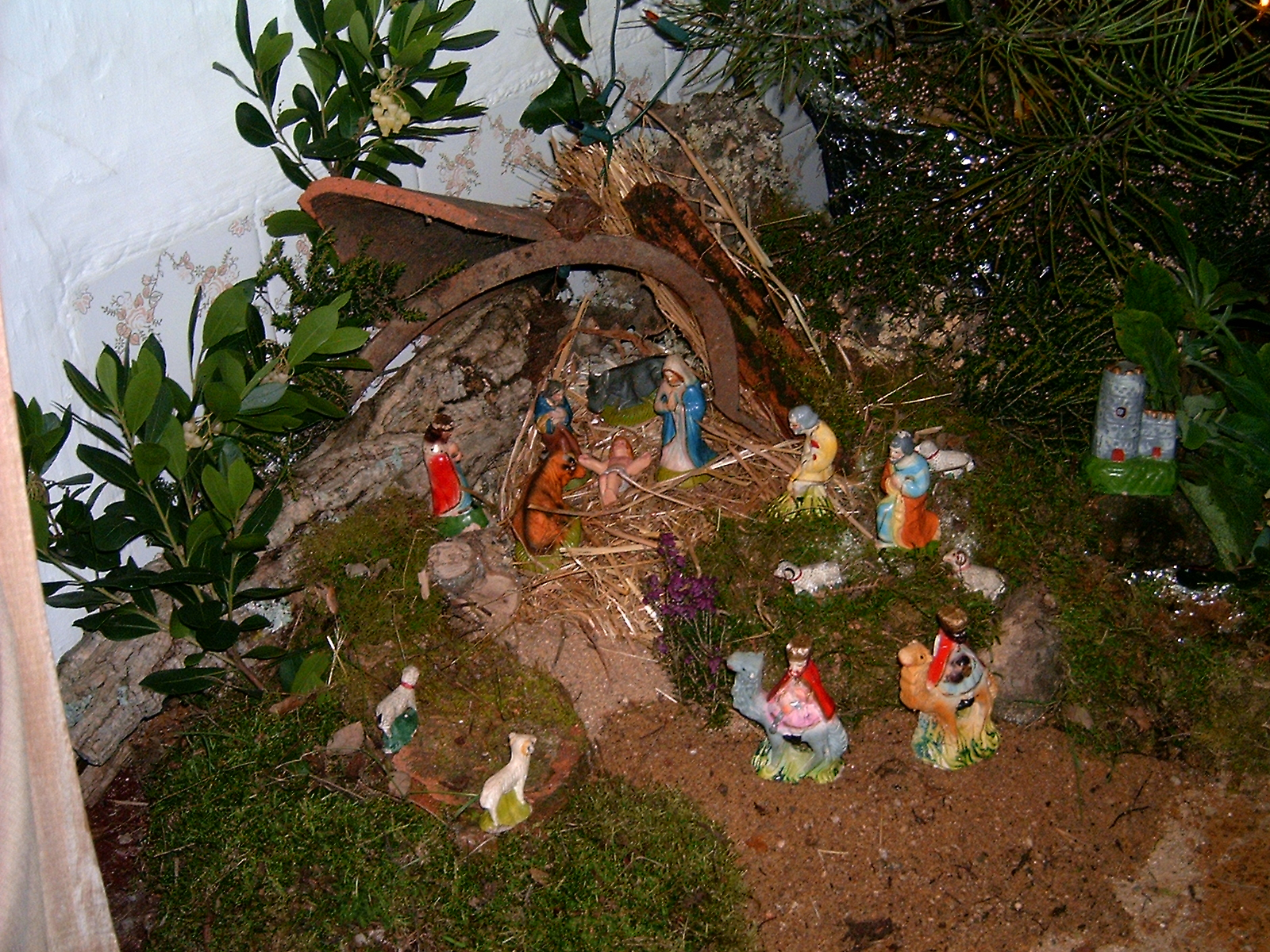
Pessebre tradicional (Portugal)

El pessebre o betlem o presepi (a l'Alguer) és la representació a la llar del naixement del nen Jesús construïda amb figures de fang de personatges de la vida rural, així com amb molsa, troncs o suro, que es construeix per les festes de Nadal. El primer pessebre va ser creat per Sant Francesc d'Assís. El pessebre és un dels quadres costumistes més estesos a la Mediterrània cristiana.
Aquesta tradició de la societat catalana que representa el naixement de Jesús rep el nom de pessebre perquè, segons la Bíblia, quan l'infant va néixer a l'estable el van posar dins d'una grípia o menjadora d'animals anomenada pessebre. Al País Valencià també se l'anomena pesebre o betlem, igual que a Mallorca.

## Etimologia
El mot pessebre, com els seus equivalents antics presepe i presepi i l'occità presèp o presèpi i l'italià presepe i presepio són derivats del terme llatí de la Vulgata, praesepe o praesepium (de 'prae', «davant» i 'saepire', «cenyir», aquest mot designant originalment el corral per als animals). El mot pesebre es refereix al principi a la menjadora dels estables, i és un mot valencià (a la resta del domini lingüístic s'usa menjadora o grípia). La forma catalana correcta és pesebre, tal com exigeix l'etimologia i com es pronuncia entre valencians no apitxats. La forma amb essa sorda (pessebre) va ser introduïda al Principat, amb el significat de naixement de Jesús o betlem, del castellà.

## Tradició
El costum de representar el naixement de Jesús durant el temps nadalenc, de reproduir-lo escènicament per mitjà de personatges vius o de figures plàstiques, és una tradició molt arrelada a Catalunya. A més, el pessebre català té una figura pròpia, el caganer, amb un origen que remunta al segle xviii.

## Història
L'origen del pessebre pot trobar-se també en les escultures i pintures que curullaven les catedrals i que servien per explicar als fidels menys instruïts les creences cristianes. Així, la primera representació data del segle ii després de Crist, quan a les catacumbes de Priscil·la es representava ja la Verge Maria sostenint als seus braços el nen Jesús. El pessebre més antic que es coneix data del segle iii després de Crist, al monestir alemany de Füsen. Al segle iv un relleu d'un sarcòfag romà ja representa l'escena d'uns pastors adorant el Messies.
Pel que fa al pessebre vivent, va ser l'any 1223 que Sant Francesc d'Assís va fer una representació del naixement al voltant d'una menjadora d'animals —un estable semblant a aquell en què va néixer el nen Jesús—, considerada per molts l'origen del pessebre. Al segle xvi, les autoritats catòliques més tradicionals van voler fer front a la Reforma protestant amb el Concili de Trento impulsant cultes nous, com ara una rememoració del naixement en una part de la casa. El pessebre més antic del qual es té coneixement es va fer a Praga l'any 1562.
A Catalunya es tenen notícies d'un pessebre l'any 1300, molt probablement per influència franciscana. Sabem que a final del segle xvi ja hi havia pessebres familiars, i suposem que l'activitat es va divulgar ràpidament; tant que el 1786 Barcelona ja tenia la Fira de Santa Llúcia on es podia adquirir tot allò que calgués per a dur-la a terme.
Al segle xviii ja hi ha notables escultors com el murcià Francisco Salzillo, els catalans, Ramon Amadeu, els germans Agapit i Venanci Vallmitjana, Domènec Talarn... o els valencians Josep Esteve Bonet i Josep Ginés els que crearien imatges que posteriorment servirien com a model per a altres representacions. Una particularitat del pessebre de Catalunya i al País Valencià és la figura del Caganer. Existeixen dues línies en la caracterització de les figures, l'hebraica, on els personatges porten túniques i turbants i la que pren com a model la vestimenta tradicionals dels pastors.
Dins del que és llegendari, s'especula amb el fet que va ser a San Cristóbal de La Laguna, Tenerife, on es va exposar per primera vegada a Espanya un naixement de forma pública en una casa particular. Així mateix, se li atribueix al sant de Tenerife Pedro Betancur, franciscà i fundador de l'Orde dels Germans de Betlem al segle xvii, el mèrit de ser un dels principals precursors del pessebre a les terres americanes descobertes pels espanyols. Precisament, aquest és un dels motius pel que aquest sant és sovint anomenat el «sant Francesc d'Assís de les Amèriques».

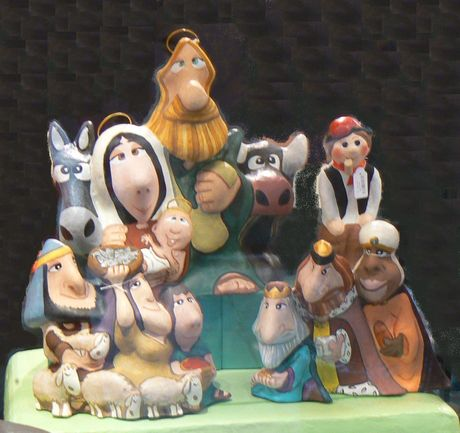
Pessebre català
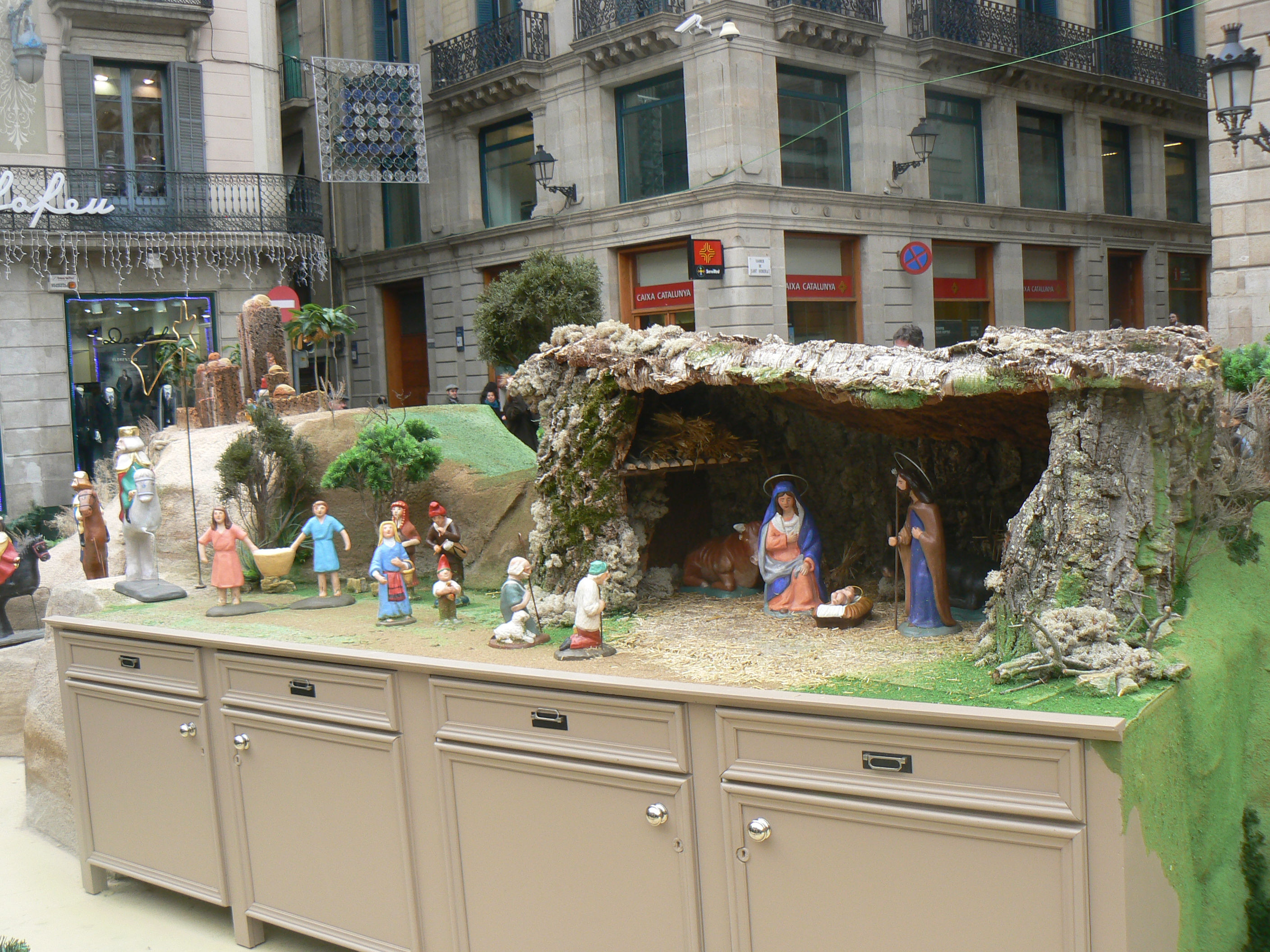
Gran pessebre
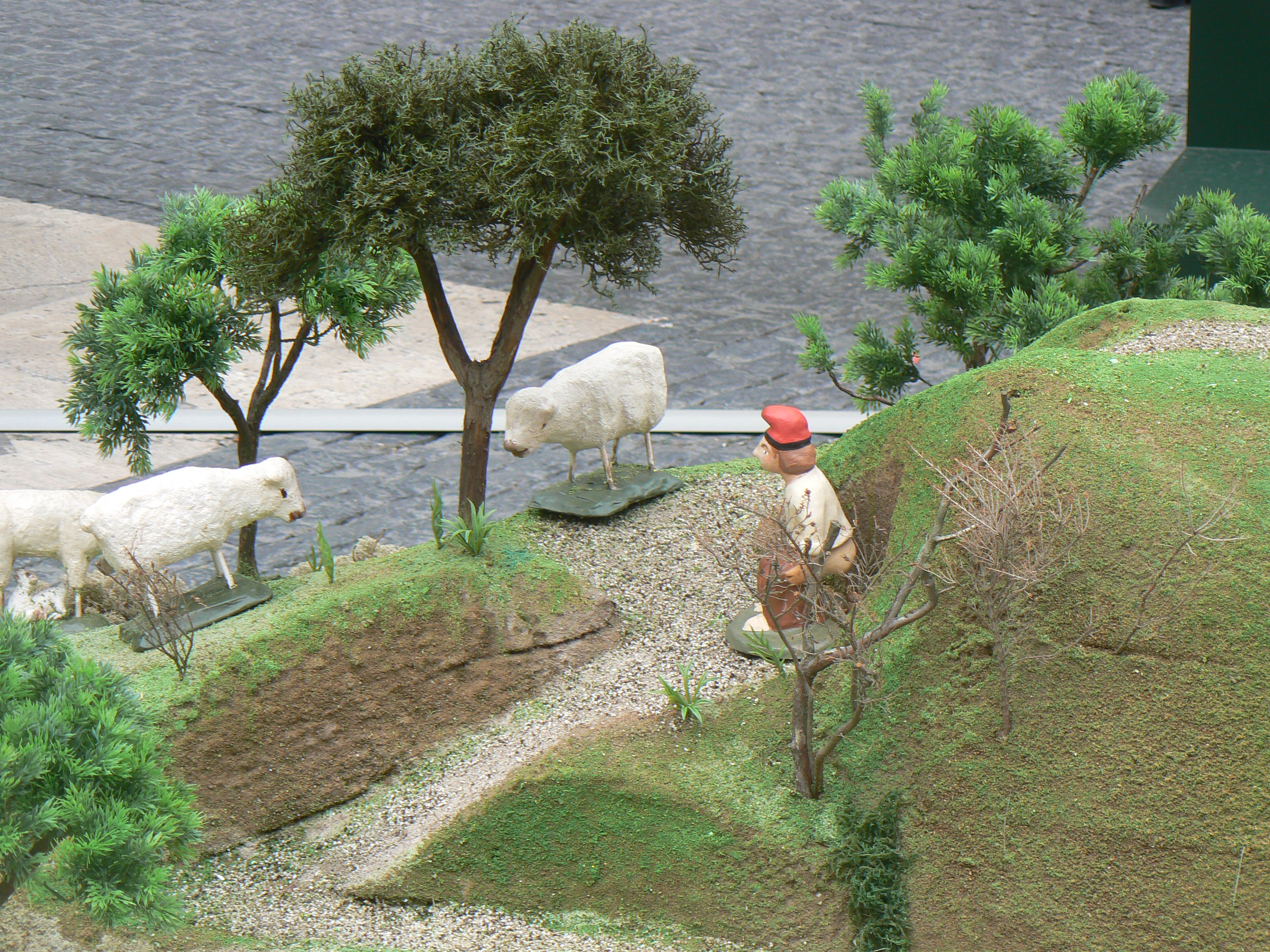
Vista d'un altre racó del pessebre, al qual s'amaga el caganer
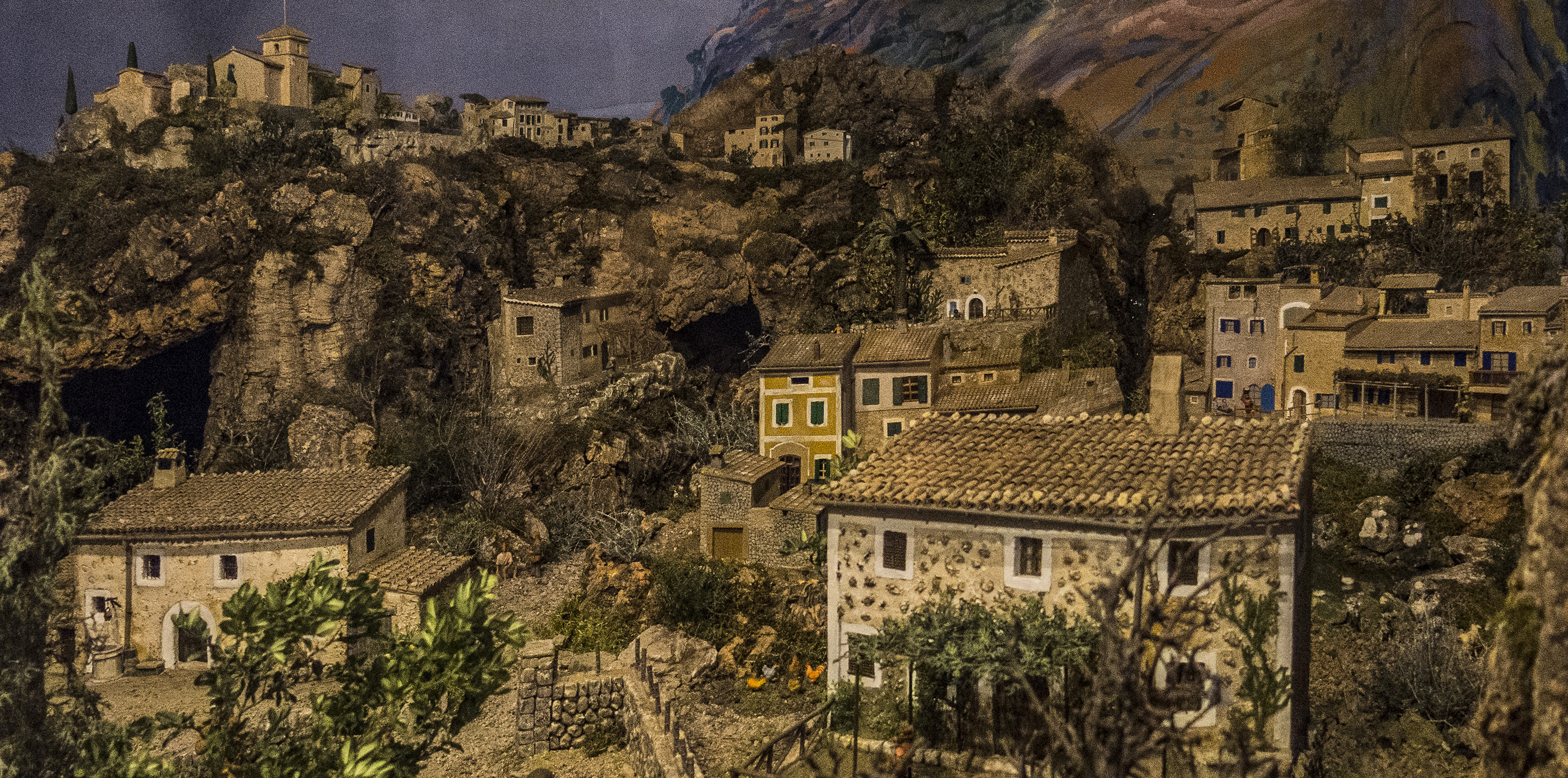
Betlem de l'església de Deià

## Tipologies

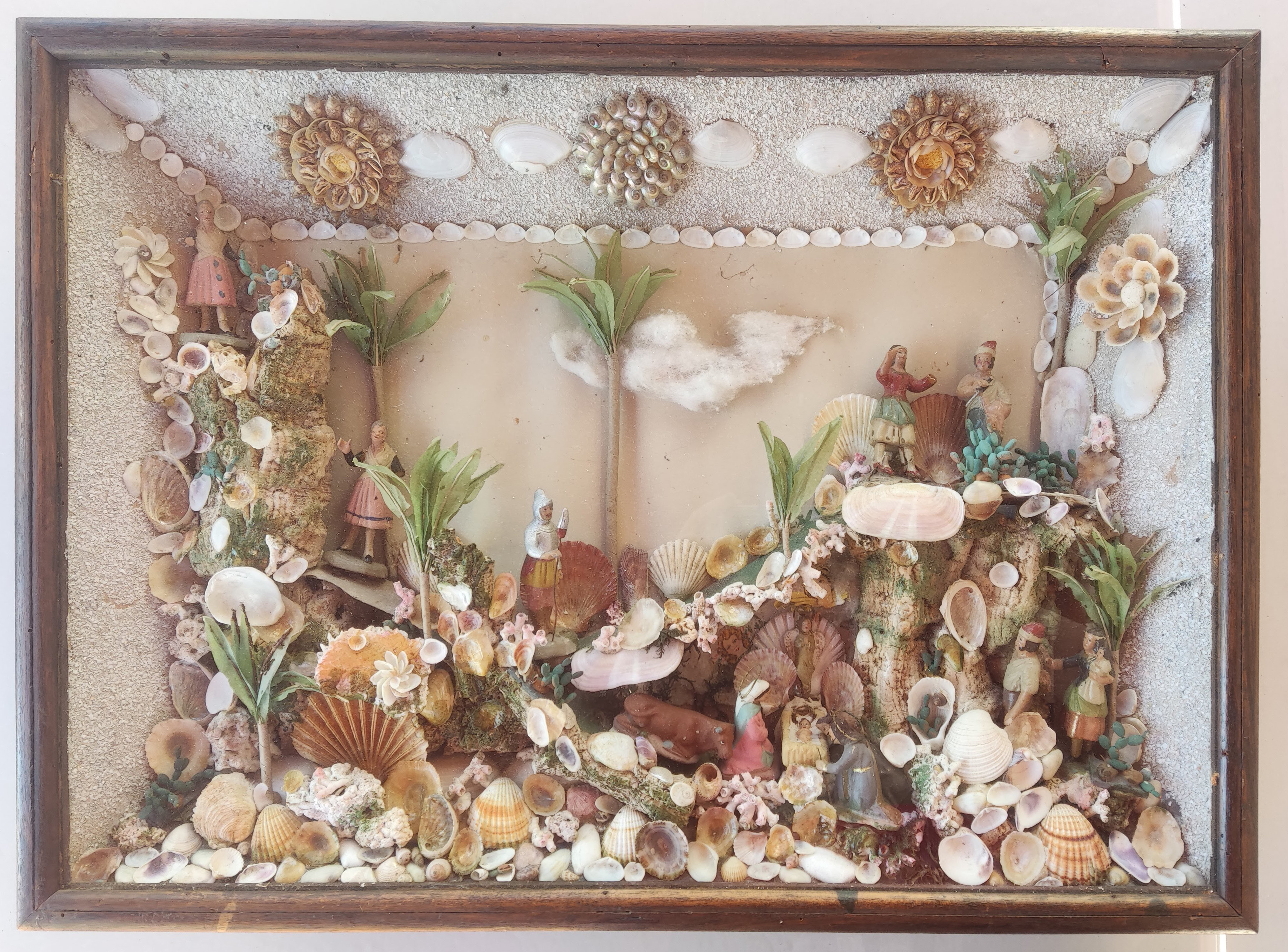
Pessebre d'escaparata barceloní amb l'escena dels Sants Innocents.

A Catalunya hi ha diverses tipologies de pessebre en funció, moltes vegades de qui s'encarregava de muntar-lo. Així doncs, tenim el pessebre d'escaparata o de caixa en la que les figures no són mòbils sinó que són fixades a una recreació de paisatge i tot dintre d'una capsa tancada amb un vidre al davant, tot emmarcat. Aquest tipus de pessebres són els que es realitzaren en cases nobles, com el de Can Trincheria d'Olot, o fet per monges en els convents per a la venda a les classes benestants.

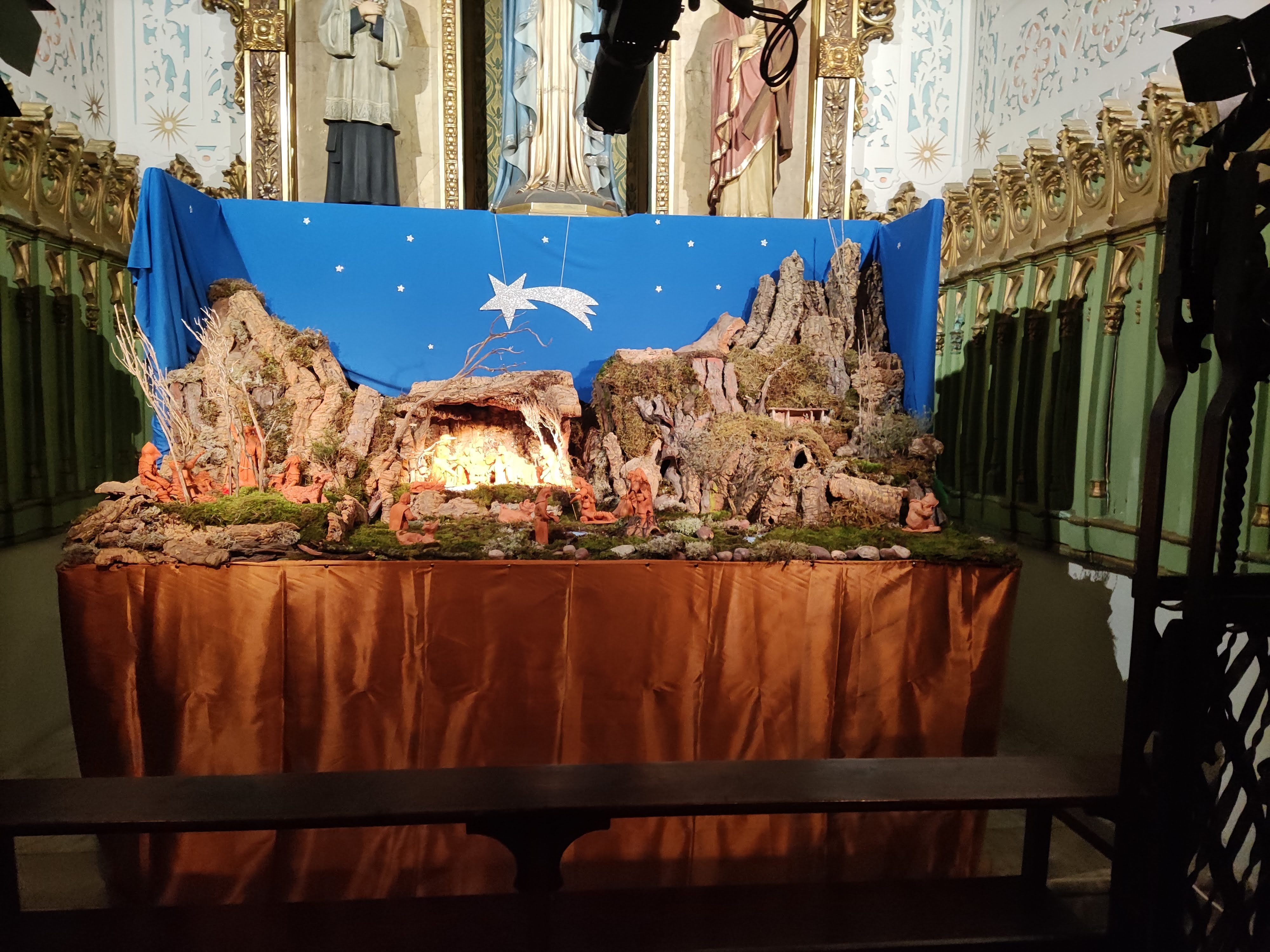
Pessebre panoràmic eclesiàstic de la Parròquia de Sant Joan de Gràcia muntat pels Catifaire de Gràcia (2023)

El pessebre panoràmic és el que es realitza sobre una taula o superfície allarguisada que, amb molsa, suro, paper de plata, branques, sorra... intenta recrear un paisatge estereotipat amb les figures enmig. Normalment, es posen el naixement en un dels extrems per tal de simular la corrua de figuretes que van camí fins a l'establia o la cova. Poden ser tant casolans com d'entitats oficials, com les esglésies. Aquesta tipologia és la més nombrosa i àdhuc popular.
El pessebre esceneogràfic o diorama artístic de l'Escola de Barcelona fou creat el 1912 per Antoni Moliné al convent de Sant Josep de Gràcia i inicià una tipologia de gran èxit, sobretot dintre de les associacions de pessebristes que han divulgat aquesta tipologia que recreen els diversos passatges de la infància de Jesús i alhora la perícia del constructor de l'escenografia que requerix coneixments de perspectiva.

### Pessebres casolans o populars

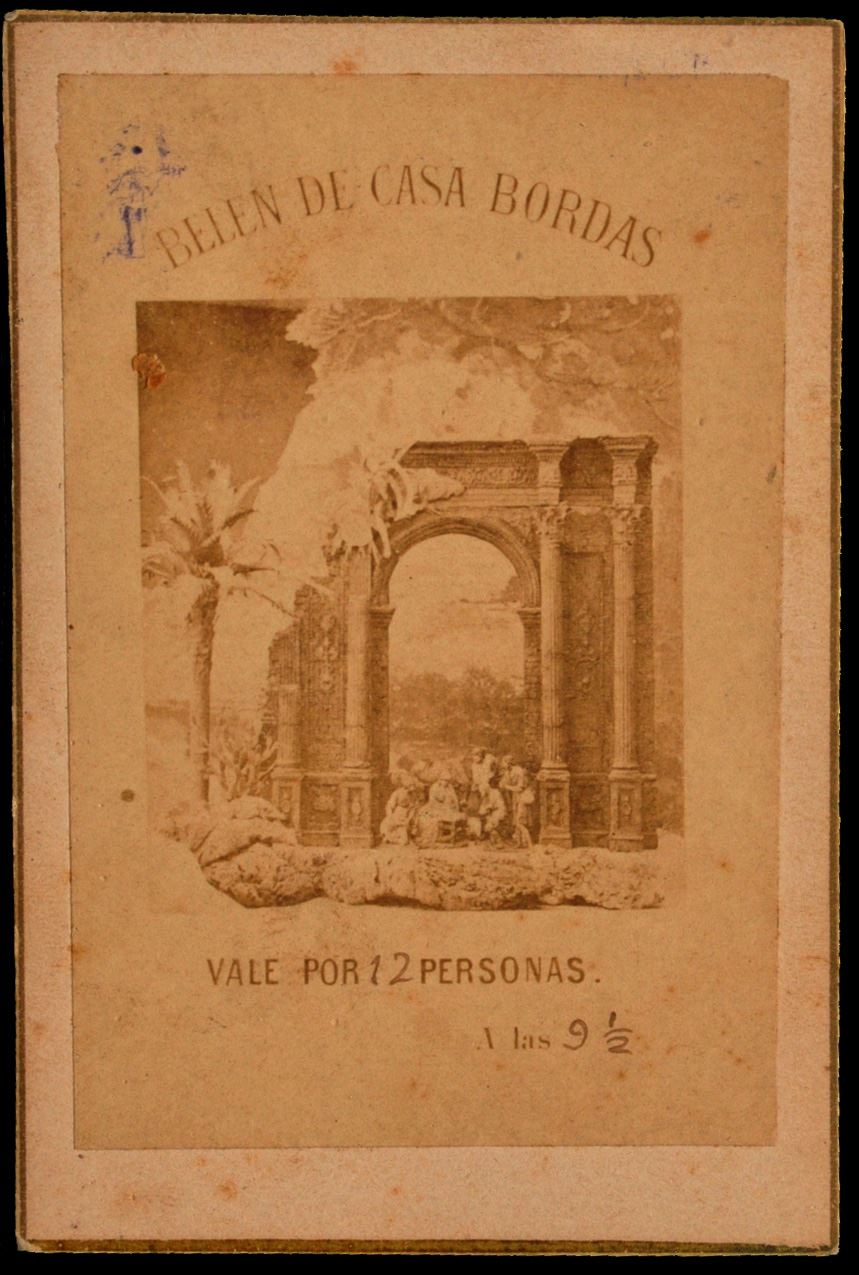
Invitació fotogràfica per a les 9 1/2 per a 12 persones per visitar el pessebre de Salvador Bordas (vers 1865)

El costum de representar el naixement de Jesús ve de lluny. Tenim vestigis d'un sarcòfag romà del segle iv, on ja surt reproduït. Però a Catalunya la primera representació documentada no serà fins al segle xiv. Tot fa pensar que el pessebre va ser introduït per influència franciscana i dominicana. Si bé tenim documentada l'elaboració de pessebres en esglésies i palaus, no se sap amb certesa quan va arrelar el costum de fer-ne a les cases. Durant el segle xviii, això sí, el pessebre casolà o popular ja és un fet consolidat, fins al punt que ja en trobem un comerç especialitzat i la fira de Santa Llúcia, on hom pot adquirir tots els elements necessaris per a fer-lo.
A Catalunya el pessebre tradicional es construeix a partir d'elements vegetals com ara la molsa, el suro i el galzeran. No hi pot faltar, és clar, el naixement, situat en una cova o un estable que actua d'escena principal; ni l'anunciata i els tres reis, que completen el relat del misteri de Nadal. Alhora el pessebre pot contenir més escenes i personatges: la dona que renta, la vella que fila, un pescador, pastors duent presents al nen Jesús... I alguns de ben anacrònics, com ara un capellà amb el paraigua, un guàrdia civil, el caçador, etc. De tot el repartiment de personatges, es destaca per la singularitat el caganer. Tot i no ser una figura exclusiva del pessebre català, té molta popularitat.
També és remarcable la tradició d'artesans que han nodrit els pessebres de figures. N'hi ha de renom, com el gran artista Ramon Amadeu. Cada figuraire dona un estil i estètica propis a les seves creacions, que el pessebrista haurà de combinar amb creativitat. El pessebrisme va arrelar tant que el 1863 ja hi havia tot un moviment associatiu i es fundà l'Associació de Pessebristes de Barcelona.

### Agrupacions de pessebristes

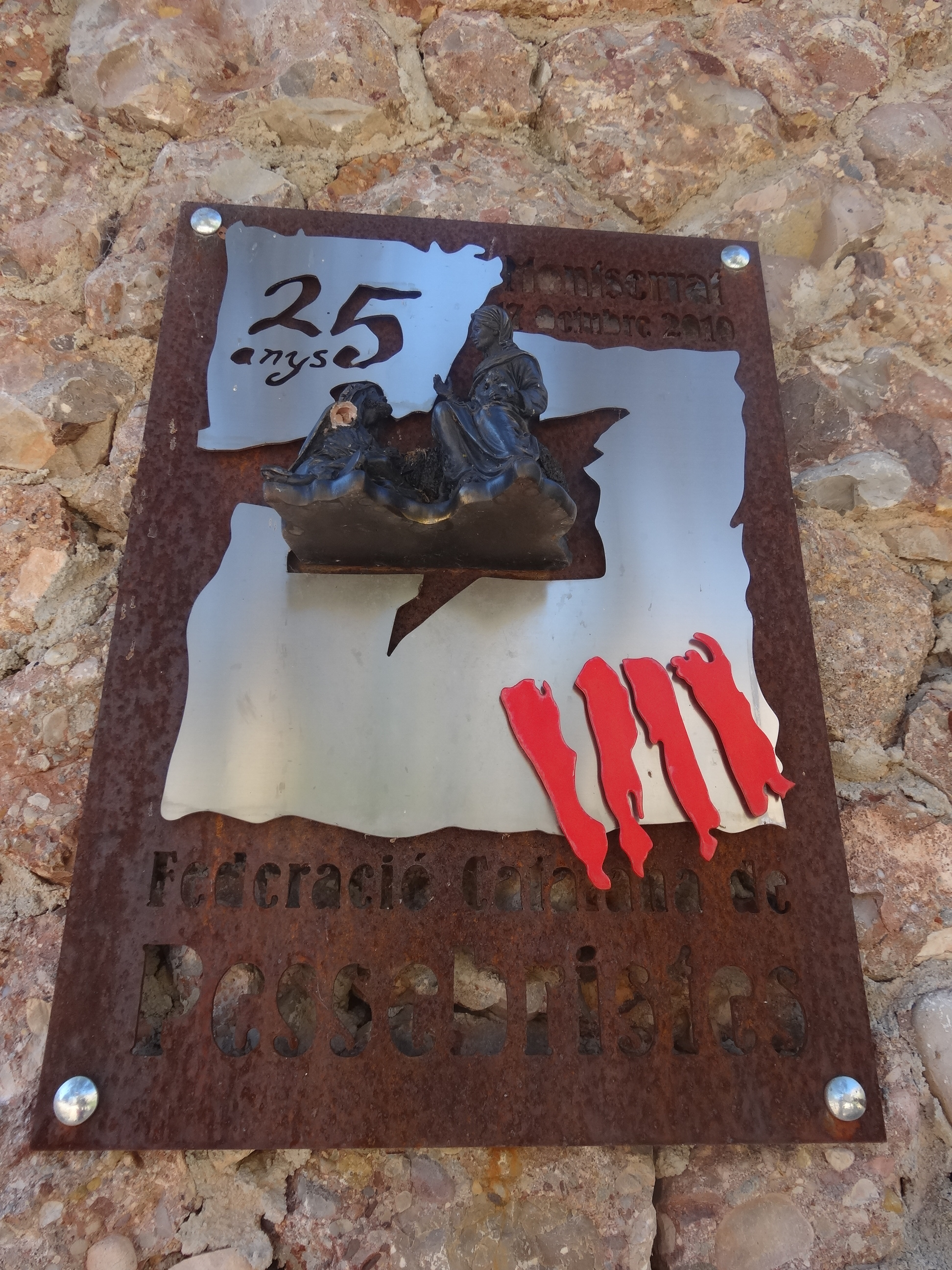
Placa commemorativa del 25è aniversari de la Federació Catalana de Pessebristes, a Montserrat.

L'afecció a fer pessebres és notable i el 1863 es funda l'Associació de Pessebristes de Barcelona, la primera que es coneix d'aquest àmbit. El 1912 l'associació farà una gran aportació a la tècnica pessebrística: la incorporació del guix a les construccions. Aquesta innovació i més van fer que el pessebrisme català fos conegut a Europa, on és encara molt reputat. La més gran és la Universalis Foederatio Praesepistica, de caràcter internacional que es va fundar el 1952 coincidint amb el XXXV Congrés Eucarístic Internacional i promuguda per l'Associació de Pessebristes de Barcelona.
A Catalunya n'existeixen nombroses i moltes estan associades dins la Federació Catalana de Pessebristes fundada el 1985. L'associació pessebrista més antiga del món és la de Barcelona, fundada el 1862 sota la denominació de Sociedad de Pesebristas de Barcelona i refundada l'any 1921 i nomenada Associació de Pessebristes de Barcelona. A Barcelona també hi ha l'Associació de Pessebristes de Ciutat Vella.
Altres associacions també venen de lluny. Per exemple, l'Associació de Pessebristes de Mataró es va fundar l'any 1935, l'Agrupació de Pessebristes de Sabadell el 1941 i l'Agrupació de Pessebristes de Terrassa el 1942.

## Figures del pessebre
A la següent taula es mostren les figures més representatives del pessebre popular, classificades per escena del pessebre i la tradició dels seus orígens:
| Nom                                    | Descripció | Escena                                  | Tradició           | Multimèdia | Font                 |
| -------------------------------------- | --- | --------------------------------------- | ------------------ | ---------- | -------------------- |
| El nen Jesús                           | És la imatge del nadó de Déu que neix la nit de Nadal. Porta sovint l'aurèola, i reposa sobre un llit de palla i se sol respresentar nu o bé vestit de blanc o de blau. Tradicionalment, aquesta figura no es posa al pessebre fins a la nit de Nadal. | La Cova                                 | Evangèlica         |            | [ 14 ]               |
| La Verge Maria                         | És representada com una dona jove vestida amb una túnica blanca com a símbol de puresa i un mantell color blau com a símbol d'espiritualitat. És la representació de la deessa mare. | La Cova                                 | Evangèlica         |            | [ 14 ]               |
| Sant Josep                             | És representat com un home gran caracteritzat per cabells llargs i barba, fuster de professió, amb indumentària de color marró i violeta com a símbols d'humilitat i abnegació. Porta una vara florida, per significar que ha estat escollit per acompanyar la Verge Maria. | La Cova                                 | Evangèlica         |            | [ 14 ]               |
| El bou i la mula                       | Bestiar normalment ajegut al costat del nen Jesús, la Verge Maria i Sant Josep. El bou es pinta de color rogenc o marró, mentre que la mula és negre o gris. A la cultura mediterrània, el bou es vincula a la seva importància en l'ajuda de les feines agrícoles. | La Cova                                 | Evangèlica         |            | [ 15 ] [ 14 ]        |
| Els àngels de la Cova                  | Sobre la Cova, s'acostumen a posar diferents àngels voltats de núvols sobre la Cova on està el nen Jesús. Alguns àngels porten instruments musicals, d'altres estan cantant i n'hi ha un, el més habitual, amb una cinta blanca on hi diu "Gloria in excelsis Deo". | La Cova                                 | Evangèlica         |            | [ 15 ] [ 14 ]        |
| Els tres Reis d'Orient                 | Els Reis d'Orient tradicionalment són tres: el Rei Blanc, el Rei Ros i el Rei Negre. Es representen de dues maneres: cavalcant de camí a la Cova o bé adorant a peu dret davant la Cova. A Catalunya sovint van sobre camells o a cavall, però a Provença a vegades hi van a llom d'elefants. Poden anar sols o bé acompanyats de tres patges, que porten les regnes d'aquests animals. La indumentària del Rei Blanc i del Rei Ros segueix la moda reial gòtica, amb túniques, mantells i corones, mentre que el Rei Negre porta indumentària oriental, sovint representat amb un turbant i amb detalls daurats. Cadascun dels reis porta una ofrena pel nen Jesús en forma de copa o petit cofre. Tradicionalment, als Reis se'ls hi feia seguir un itinerari pel pessebre: el dia de Cap d'Any es troben al punt més allunyat de la Cova i cada dia se'ls fa avançar un trosset. El dia de Reis, es canviaven les figures cavalcants per unes altres en actitud d'adorar i l'estrella que els havia guiat se situava damunt de la Cova. | L'Adoració dels Reis                    | Evangèlica         |            | [ 15 ]               |
| Els pastors de l'Annunciació           | Els pastors són tres personatges que viuen a la intempèrie, reunits al voltant del foc i acompanyats d'un àngel que anuncia el Naixement. Un dels pastors està jeient com si dormís, l'altre se'l representa assegut llescant el pa, i l'últim se'l representa amb els braços alçats, celebrant. A Catalunya, és típic de posar un dels pastorets fent all-i-oli, amb un morter sobre els genolls i un brinell a la mà. Tots trest pastors se situen al voltant d'un foc, que sovint escalfa una olla amb menjar. Aquests pastors són la representació de l'home no malmenat ni corromput, que viu en harmonia amb la natura. A moltes cançons populars, es refereix a aquests tres pastorets com a Jacob, Isaac i Josep. | L'Annunciació als Pastors (L'Anunciata) | Evangèlica         |            | [ 15 ] [ 14 ]        |
| Els músics                             | Les figures dels músics apareixen a l'iconografia pessebrista més antiga i són recurrents en els pessebres artístics i populars de tots els països. Els músics sovint porten els instruments típics dels pastors: el flabiol, la samfoina, la manxa borrega, el pandero, la simbomba, la gralla, la cornamusa... Es col·loquen animant el pessebre, acompanyant als pastors que porten ofrenes cap a la Cova. | L'Adoració dels pastors                 | Inspiració popular |            | [ 15 ]               |
| Els pastors amb ofrena i altres oficis | Durant el segle XVIII, aquelles figures que adoraven el nen Jesús estaven en ordre de jerarquia social: el batlle, el rector, l'agutzil, els guàrdies forals i després tots els pastors amb instruments, ofrenes i homes i dones amb professions variades. Més tard, aquesta jerarquització queda substituida per una adoració escenificada de manera més lliure. El pastor amb el bé al coll és una de les figures representades de més antic per il·lustrar l'adoració dels pastors cap al nen Jesús. Addicionalment també trobem pastors llaurant la terra, dones bugaderes i transportant aigua, segadors, llenyataires, escorxadors, pescadors, caçadors... | L'Adoració dels pastors                 | Inspiració popular |            | [ 15 ]               |
| Caganer                                | El caganer és una figura sovint amagada en un racó o darrere d'un arbust, on fa les seves necessitats a l'aire lliure. Se li sol atribuir la facultat d'abonar la terra i, per extensió, una forma d'invocar la fortuna. Vesteix generalment amb camisa blanca, pantaló fosc, faixa i barretina vermelles i, a vegades, amb una pipa als llavis. Tot i que aquesta és la representació més habitual del caganer, actualment se'n creen models de personatges cèlebres com polítics, actors, músics o futbolistes. | Figures anecdòtiques                    | Inspiració popular |            | [ 15 ] [ 14 ] [ 16 ] |
|                                        | |                                         |                    |            |                      |